# اعتلال عضلة القلب المحيط بالولادة
اعتلال عضلة القلب المحيط بالولادة هو شكل من أشكال الاعتلال التوسعي لعضلة القلب يحدث عادة في الفترة المحيطة بالولادة ابتداء من الشهر الأخير من الحمل وحتى ستة أشهر من النفاس، ويظهر في شكل خلل وظيفي في انقباض القلب يؤدي إلى انخفاض الجزء المقذوف وقصور القلب الاحتقاني، وزيادة خطر الإصابة باضطربات نظم القلب الأذيني أو البطيني، والخثار الوريدي، وحتى توقف القلب المفاجئ . بعبارة أخرى ففي اعتلال العضلة القلب المحيط بالولادة فإن عضلة القلب لا يمكنها أن تنقبض بقوة كافية لضخ كميات من الدم تكفي لاحتياجات أعضاء الجسم الحيوية.     
يتم تشخيص اعتلال عضلة القلب المحيط بالولادة عن طريق الاستبعاد، حيث تُفيد المريضة بعدم وجود سيرة مرضية فيما يتعلق بالإصابة بأمراض القلب، وبغياب الأسباب الأخرى المعروفة لقصور القلب، ويستخدم تخطيط صدى القلب لتشخيص ومراقبة فعالية العلاج.     
يُعتبر سبب اعتلال عضلة القلب المحيط بالولادة غير معروف، ويقوم الباحثون حاليًا بالتحقيق في فيروسات القلب والمناعة الذاتية وخلل الجهاز المناعي والسموم الأخرى التي تعمل كمحفزات لخلل في الجهاز المناعي ونقص المغذيات الصغرى أو المعادن وعلم الوراثة كمكونات محتملة تتسبب أة تساهم في حدوث اعتلال عضلة القلب المحيط بالولادة.   
يبدأ اعتلال عضلة القلب المحيط بالولادة بمحفز غير معروف (محتمل أن يكون فيروس قلبي أو محفز آخر غير معروف حتى الآن) يُحدث عملية التهابية في القلب وبالتالي تلف في خلايا عضلة القلب، مما يتسبب في موت بعضها وتكوين نسيج ندبي لا يملك القدرة على الانقباض؛ مما يؤدي إلى تقليل فعالية ضخ القلب، كما أن الأضرار التي تلحق بالإطار الهيكلي الخلوي للقلب تتسبب في تضخم أو تمدد أو تغير في شكل القلب، مما يقلل أيضا من وظيفة القلب الانقباضية، ويبدو أن العملية الالتهابية الأولية تتسبب في عملية مناعة ذاتية أو خلل مناعي يُغذي بدوره العملية الالتهابية الأولية، ويؤدي الفقدان التدريجي لخلايا عضلة القلب إلى قصور القلب في نهاية المطاف. 

## العلامات والأعراض
تتضمن الأعراض عادةً واحدة أو أكثر مما يلي: ضيق النفس عن الاضطجاع، وضيق النفس مع بذل المجهود، واستسقاء، وسعال، وتبول ليلي متكرر، وزيادة الوزن خلال الشهر الأخير من الحمل،والخفقان (الإحساس بدقات القلب) وألم في الصدر.  
غالبًا ما تصف المريضة ضيق التنفس بأنه عدم القدرة على أخذ نفس عميق أو كامل أو عدم الإحساس بالحصول على ما يكفي من الهواء في الرئتين، كما تصف المريضات غالبًا حاجتهن لرفع النصف الأعلى أثناء النوم باستخدام الوسائد بهدف إمكانية التنفس بشكل أفضل.
قد يتأخر أو يضل التشخيص بسبب أن بعض هذه الأعراض يمكن تفسيرها على أنها أعراض نموذجية في الحمل الطبيعي، ويرتبط التأخر في تشخيص وعلاج اعتلال عضلة القلب المحيط بالولادة بزيادة المراضة والوفيات.      
من الشائع أيضًا أن يجلب المريضة إلى المستشفى وجود دلائل على انتقال سداد (جلطة) من القلب إلى أحد الأعضاء الحيوية، مسببة مضاعفات مثل السكتة الدماغية، وفقدان الدورة الدموية في أحد الأطراف، وحتى انسداد الشريان التاجي مسببا نوبة قلبية . 
ولهذه الأسباب فمن الأهمية بمكان رفع شكوك الطبيب بشأن حدوث اعتلال عضلة القلب المحيط بالولادة في أي حامل قبل أو بعد الولادة لديها أعراض غير عادية أو غير مفسرة.     

## التشخيص
قد تكون أداة الفحص التالية مفيدة للمرضى والأطباء في تحديد الحاجة إلى اتخاذ المزيد من الإجراءات لتشخيص الأعراض: 

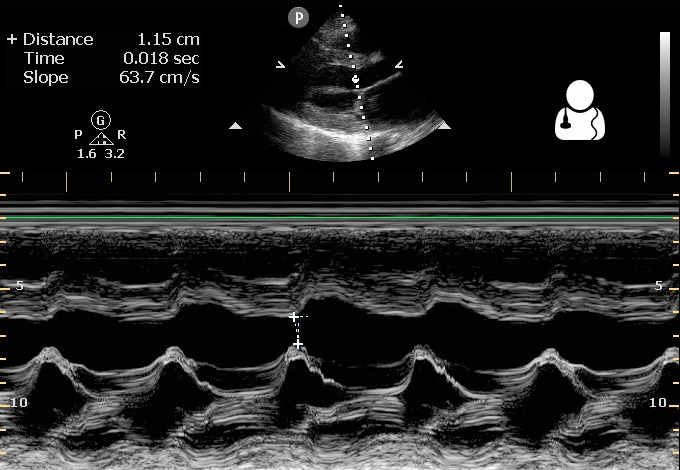
الموجات فوق الصوتية لاعتلال عضلة القلب حول الولادة

| التاريخ الطبي المركّز لفحص PPCM ، الذي يبحث عن الأعراض المبكرة لفشل القلب، خلال الشهر الأخير من الحمل :                    |
| --- |
| 1. عظمة التنفس (صعوبة التنفس أثناء الاستلقاء):                                                                            |
| ا.) لا شيء = 0 نقطة ؛ ب.) تحتاج إلى رفع الرأس = 1 نقطة ؛ ج.) تحتاج إلى رفع الجزء العلوي من الجسم 45 درجة أو أكثر = 2 نقطة |
| 2. ضيق التنفس (ضيق التنفس) عند المجهود:                                                                                   |
| ا.) لا شيء = 0 نقطة ؛ ب.) تسلق 8 خطوات أو أكثر = 1 نقطة ؛ ج.) المشي على المستوى = 2 نقطة                                  |
| 3. السعال غير المبرر: |
| ا.) لا شيء = 0 نقطة ؛ ب.) ليلا = 1 نقطة ؛ ج.) ليلا ونهارا = 2 نقطة                                                        |
| 4. تورم (تأليب الوذمة) الأطراف السفلية:                                                                                   |
| ا.) لا شيء = 0 نقطة ؛ ب.) تحت الركبة = 1 نقطة ؛ ج. أعلى وأسفل الركبة و / أو اليدين / الوجه = نقطتان.                      |
| 5. زيادة الوزن المفرطة خلال الشهر الأخير من الحمل:                                                                        |
| ا.) أقل من 2 جنيه في الأسبوع = 0 نقطة ؛ ب) 2 إلى 4 جنيهات في الأسبوع = 1 نقطة ؛ ج) أكثر من 4 جنيهات في الأسبوع = 2 نقطة.  |
| 6. الخفقان (الإحساس بعدم انتظام ضربات القلب):                                                                             |
| ا.) لا شيء = 0 نقطة ؛ ب.) عند الاستلقاء في الليل = 1 نقطة ؛ ج.) ليلا ونهارا، أي موقف = 2 نقطة                             |
| التهديف والعمل: |
| 0 - 2 = خطر منخفض - تابع الملاحظة                                                                                         |
| 3 - 4 = خطر بسيط - فكر في عمل الدم BNP و CRP مخطط صدى القلب إذا BNP و CRP مرتفعة                                          |
| 5 أو أكثر = درجة عالية من الخطورة - هل الدم BNP ، CRP ، وتخطيط صدى القلب                                                  |

- الموجات فوق الصوتية لاعتلال عضلة القلب حول الولادة [14]
- الموجات فوق الصوتية لاعتلال عضلة القلب حول الولادة [14]
- الموجات فوق الصوتية لاعتلال عضلة القلب حول الولادة [14]

## العلاج
يرتبط الكشف المبكر والعلاج بارتفاع معدلات الشفاء وانخفاض معدلات المراضة والوفيات.      
يتشابه علاج اعتلال عضلة القلب المحيط بالولادة مع علاج قصور القلب الاحتقاني، ويشمل العلاج استخدام مدرات البول وحاصرات بيتا ومثبطات الإنزيم المحول للأنجيوتنسين، وتساعد مدرات البول الجسم على التخلص من حجم الماء الزائد وكذلك خفض ضغط الدم، فيما تعمل مثبطات الإنزيم المحول للأنجيوتنسين وحاصرات بيتا على تحسين الدورة الدموية والمساهمة في عكس اختلال الجهاز المناعي المرتبط باعتلال عضلة القلب المحيط بالولادة، ويمكن استبدال مثبطات الإنزيم المحول للأنجيوتنسين بمضادات مستقبلات الأنجيوتينسن II إذا لم تتمكن المريضة من تحمل آثارها الجانبية، ويمكن أن يحل الهيدرالازين والنترات محل مثبطات الإنزيم المحول للأنجيوتنسين في حالة الرضاعة الطبيعية أو قبل الولادة، رغم أن الدلائل تشير إلى أن هذا المسار من العلاج قد لا يكون فعالا مثل مثبطات الإنزيم المحول للأنجيوتنسين ولكنه مفيد عند الضرورة.       
كما يُشار إلى تناول مضاد التخر إذا كان الجزء المقذوف أقل من 35٪، نظرا لارتفاع خطر الإصابة بتخثر البطين الأيسر (جلطات الدم)، وفي بعض الأحيان يُصبح جهاز المساعد البطينية أو حتى زراعة القلب أمرا ضروريًا.     
من المهم أن تتلقى المريضة الرعاية والمتابعة المنتظمة، بما في ذلك تخطيط صدى القلب المتكرر لمراقبة التحسن، خاصة بعد تغير أنظمة العلاج الطبي.
تستحق المريضة التي لا تستجيب للعلاج الأولي (ويُحدد ذلك ببقاء الجزء المقذوف أقل من 20٪ بعد شهرين أو أقل من 40٪ بعد ثلاثة أشهر من العلاج) مزيدا من الفحوصات، مثل التصوير القلبي بالرنين المغناطيسي، قسطرة القلب، وخزعة من القلب لصبغها وتحليل تفاعل البلمرة المتسلسل الفيروسي (PCR). وبناء على النتيائج يُمكن أن تُوصف مضادات للفيروسات، الامتصاص المناعي، الجلوبيولين غاما، أو العلاجات المناعية الأخرى، ولكن بعد بروتوكول من نوع البحث الذي يتم التحكم فيه. 
نظرًا لأنه لا أحد يعرف تمامًا متى يتوقف العلاج، فإنه يُوصى باستخدام كل من مثبطات الإنزيم المحول للأنجيوتنسين وحاصرات بيتالمدة سنة على الأقل بعد التشخيص حتى عندما يحدث الشفاء بسرعة. 
تواجه مريضات اعتلال عضلة القلب المحيط بالولادة خطرًا متزايدًا للوفاة المفاجئة، ويُرى أنهم يستفدن من مقوم نظم القلب مزيل الرجفان القابل للزرع وعلاج إعادة تزامن القلب لمنع الموت القلبي المفاجئ.

## المآل
تشير أحدث الدراسات إلى أنه بوجود العلاجات التقليدية لقصور القلب، المتمثلة في مدرات البول ومثبطات الإنزيم المحول للأنجيوتنسين وحاصرات بيتا، فإن معدل البقاء على قيد الحياة ارتفع للغاية بنسبة 98 ٪ أو أفضل، وأن جميع المريضات تقريبا يتحسنّ مع العلاج.    ففي الولايات المتحدة يوجد أكثر من 50٪ من المريضات المتعافيات تمام (وصول الجزذ المقذوف إلى 55٪ أو أكثر).   في النهاية، يستطيع جميع المرضى الذين تم شفائهم تقريبًا إيقاف الأدوية دون أي انتكاسة ناتجة عن ذلك، ويكون متوسط العمر المتوقع لديهم طبيعيًا. 